# Nowe Szczyrbskie Jezioro
Nowe Szczyrbskie Jezioro (słow. Nové Štrbské pleso, niem. Neu Tschirmer See, węg. Új-csorba-tó) – niewielkie jezioro pochodzenia antropogenicznego w słowackich Tatrach Wysokich, na terenie miejscowości Szczyrbskie Jezioro. Położone jest na wysokości 1315 m n.p.m. w odległości około 0,5 km na południowy wschód od znacznie większego, naturalnego Szczyrbskiego Jeziora, u stóp morenowego wzgórza Kłot (Klát, 1343 m).
Inicjatorem powstania zbiornika był architekt Karl Móry z Bańskiej Bystrzycy, który w roku 1897 zakupił okoliczny teren. Znajdowało się tam wtedy torfowisko (tzw. Mozgrowisko Nakladzkie) z niewielkim oczkiem wodnym, zwanym Nakladzkim Stawkiem. Obecne jezioro powstało w 1900, po wykopaniu pokładów torfu, napuszczeniu wody ze sztucznie poprowadzonej odnogi potoku Młynica i zatamowaniu jej odpływu. Zostało sztucznie zarybione. W latach 1903–1905 wybudowano nad południowym brzegiem Hotel Móry, a w latach 30. XX wieku kolejne budynki.
Jezioro pomierzył w 1930 r. Josef Schaffer, według jego badań zajmowało wtedy 1,688 ha przy wymiarach 228 × 120 m i głębokości 9,9 m. Wyniki pomiarów pracowników TANAP-u z lat 1961–1967 to 2,128 ha, 243 × 182 m, głębokość 9,6 m. Jezioro wykazuje tendencję do szybkiego zarastania, konieczne jest jego okresowe oczyszczanie. Zamarznięte jest średnio przez 160 dni w roku.